# Bradford County, Florida
Bradford County är ett county i delstaten Florida, USA. Den administrativa huvudorten (county seat) är Starke. År 2010 hade countyt 28 520 invånare.

## Geografi
Enligt United States Census Bureau har countyt en total area på 777 km². 759 km² av den arean är land och 18 km² är vatten.

### Angränsande countyn
- Duval County, Florida - nord
- Baker County, Florida - nord
- Clay County, Florida - öst
- Putnam County, Florida - sydöst
- Alachua County, Florida - syd
- Union County, Florida - väst